# Alfred (opera, Dvořák)

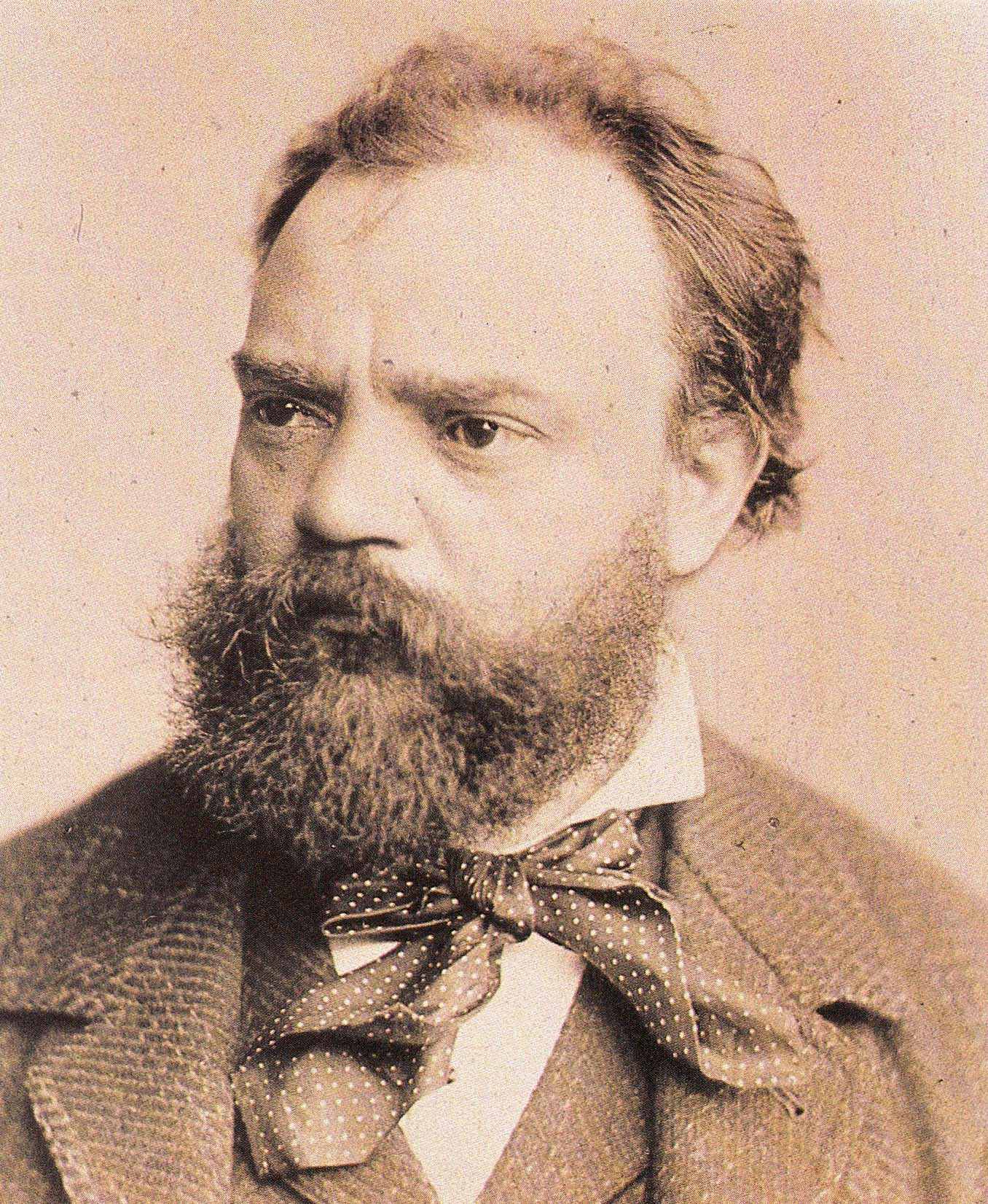
Antonín Dvořák

Alfred är en tjeckisk opera i tre akter med musik av Antonín Dvořák och libretto av Theodor Körner (1811). Handlingen rör sig kring kung Alfred den store av England (849-899) och dennes seger över danerna.

## Historia
Alfred var Dvořáks första opera och den enda han tonsatte till en tysk text. Han komponerade den 1870 men den förblev ouppförd under hans livstid. Körners libretto hade redan tonsatts av Friedrich von Flotow i operan Alfred der Große (komponerad 1833-35 men aldrig uppförd). Dvořák nämnde aldrig operan och kunskapen om den blev inte uppenbar förrän efter hans död. Detta i samband med att operan var skriven på tyska gör att verket aldrig blev en del av Dvořáks samlade operaproduktion. Dock finns det åtskilliga länkar till hans senare operor, särskilt till Vanda, för vilken Dvořák  lånade musik från Alfred, och till Dimitrij och Armida. Librettots klara indelning passade utmärkt för Sångspelets utformning men inte musikspråket anno 1860. 
Dvořák reviderade operan och utökade akternas antal till tre. Många av de breda aspekterna av musikens struktur, motiv och recitativ förebådar hans mogna operor. Operan hade premiär i en tjeckisk översättning den 10 december 1938 i Olomouc. Den tyska originalversionen hade premiär den 17 september 2014 i Prag.

## Personer
- Alfred, britternas kung (baryton)
- Alvina (Alwina), hans hustru (sopran)
- Dorset, kungen vän (tenor)
- Sivard (Sieward), kungens förtrogne (bas)
- Harald, danernas ledare (tenor)
- Gothron, hans förtrogne (bas)
- Rovena (Rowena), Alvinas väninna (sopran)

## Handling
Danerna har segrat och tagit Alwina till fången. Harald försöker övertala henne att gifta sig med honom. Gothron har onda aningar om en engelsk seger. Alfred och han vän Sieward befriar Alwina. Alfred och Dorset besegrar danerna. Harald begår självmord.